# عنکبوت سرگردان برزیلی

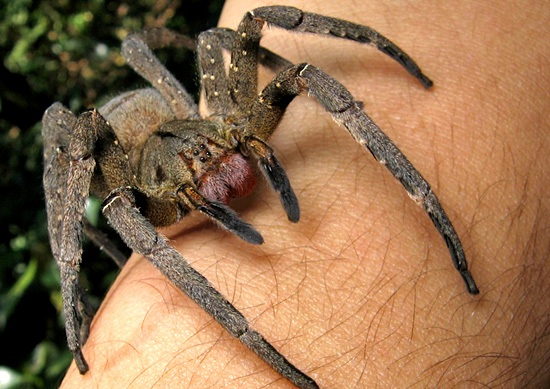
عنکبوت سرگردان برزیلی ماده، عنکبوت‌های سرگردان به‌شدت سمی هستند و نباید با آن‌ها تماس برقرار کرد

عنکبوت سرگردان برزیلی (نام علمی: Phoneutria) نام یک سرده از تیره عنکبوت سرگردان و بومی جنگل‌های استوایی آمریکای مرکزی و جنوبی است. رنگ بدنش تیره و طول آن حدوداً ۱۷ سانتی‌متر است.

## رفتار
عنکبوت‌های سرگردان برزیلی شب‌ها در کف جنگل‌ها به راهپیمایی می‌پردازند و به همین دلیل آن‌ها را سرگردان می‌نامند. در طول روز در زیر سنگ‌ها و به‌ویژه در لابلای میوه‌های موز مخفی می‌شوند که باعث شده آن‌ها را عنکبوت موز نیز بنامند. گاهی در داخل جعبه‌های موز به مناطق دیگر نیز فرستاده می‌شوند. در صورت وارد شدن به خانه انسان وارد کمد لباس یا داخل کفش می‌شوند. بسیار سمی و پرخاشگر هستند و در صورت تهدید شدن چندین بار نیش می‌زنند.

## سم
عنکبوت‌های سرگردان برزیلی در رکوردهای جهانی گینس رکورددار سمی‌ترین عنکبوت‌های جهان هستند. ۰٫۰۰۶ میلی‌گرم از سم آن‌ها می‌تواند یک موش را بکشد. نیش این عنکبوت‌ها می‌تواند در یک ساعت انسان را از پای درآورد. آن‌ها بیشتر از هر گونهٔ عنکبوت مسئول مرگ و میر انسان هستند. با این وجود بیشتر کودکان زیر ۷ سال قربانی آن‌ها می‌شوند.
تنگی نفس، جاری شدن شدید بزاق، لرزش و نعوظ دردناک از نشانه‌های گزیده شدن توسط عنکبوت سرگردان برزیلی است.
نتایج پژوهش‌های دانشمندان آمریکایی و برزیلی که در ژورنال پزشکی جنسی منتشر شد نشان داد که سم عنکبوت سرگردان برزیلی می‌تواند با تأثیر ۲۰ دقیقه‌ای، به درمان اختلال نعوظ ناشی از افزایش سن کمک کند. بنابر این سم این عنکبوت میتواند در تهیه ی دارو های جنسی به کار برده شود.این درمان به‌ویژه برای آن دسته از مردانی که داروهایی مانند سیلدنافیل بر آن‌ها تأثیری ندارد (۳۰٪ مردان) مفید است.